# Фрекен Бок (кафе)
Фрекен Бок — арт-кафе в Таганроге, созданное поблизости от родительского дома и памятника Фаины Раневской в 2009 году.

## История кафе
Кафе «Фрекен Бок» создано филологом Ольгой Евстратьевой. Было открыто для посетителей в сентябре 2009 года в небольшом особняке XIX века по адресу пер. Тургеневский, 24. Интерьерные решения кафе пронизаны духом знаменитых книжек Астрид Линдгрен и украшены фотографиями Фаины Раневской. Интерьеры и экстерьер разработаны Ольгой Гришагиной (студия «База-дизайн»). С 2011 года кафе «Фрекен Бок» используется как одна из площадок Чеховского книжного фестиваля, на которой проводятся встречи с писателями.
В кафе проводятся поэтические вечера, камерные театральные постановки, небольшие художественные выставки. Театр Нонны Малыгиной неоднократно представлял здесь публике свои постановки по рассказам Чехова, Аверченко, Тэффи.

## О здании
Участок, на котором располагается дом № 24, до 1870-х годов принадлежал дворянину Н. Николаеву, а позже — его наследникам. В то времена на этом участке стоял только один особняк. Это двухэтажное здание сохранилось до наших дней и находится по адресу пер. Тургеневский 22. В середине 1890-х годов владелицей участка стала жена ювелира, мещанка Б. Г. Ляховская.
Предположительно в 1895 году Ляховские построили на участке два кирпичных одноэтажных дома, разделённых воротами. Эти дома были абсолютно одинаковы в зеркальном отображении, имеют по 3 окна и парадную дверь.
Согласно «Описи и оценки недвижимого имущества г. Таганрога» в 1915 году участок по адресу пер. Депальдовский 24 принадлежал предпринимателю Соломону Ароновичу Берлину и оценивался в 8 тысяч рублей.
После муниципализации в 1925 году все три дома были переданы под жилые квартиры.
В доме № 24 в 1990 годы находилось частное агентство по подбору персонала «Анкор» (бюро по трудоустройству)[значимость факта?].

## Кафе «Фрекен Бок» в искусстве
- Кафе «Фрекен Бок» упоминается в поэме Юрия Ряшенцева «Таганрог» (2014)[10].

## Достижения
- В 2010 году получен диплом за самый оригинальный авторский напиток «Кофейный мохито» на Межрегиональном «Чемпионате по кулинарному искусству и сервису „Донское гостеприимство“»[3].
- В феврале 2011 года бариста кафе «Фрекен Бок» вошли в число финалистов Южно-российского отборочного этапа Российского чемпионата «Бариста-2011»[1][11].
- В марте 2013 года в Краснодаре бариста кафе «Фрекен Бок» Мария Аттар стала победительницей южного отборочного этапа Российского Чемпионата Бариста 2013 — «Кубок Юга»[12].
- В ноябре 2014 года в Ростове-на-Дону бариста кафе Семён Дёмин занял 4 место на отборочном этапе 7-го международного Кремлёвского кулинарного кубка[13].

## Интересные факты
- Существует мнение, что кафе «Фрекен Бок» является «настоящим памятником» Фаине Раневской, в отличие от открытого неподалёку в 2008 году «официального» памятника великой актрисе в так нелюбимом ею образе Ляли из кинофильма «Подкидыш»[3][14].
- Некоторые туристы приезжают в Таганрог ради посещения кафе «Фрекен Бок»[15][16].
- К 155-летию Антона Павловича Чехова в кафе «Фрекен Бок» была проведена дегустация блюд, описанных в его произведениях[4].